# Patrick Zaniroli
Patrick Zaniroli (nascut el 5 d'abril de 1950 en Courbevoie) va ser un pilot de ral·lis francès, guanyador del Ral·li Dakar en 1985.
Va ser un gran impulsor del moviment 4x4 a França, col·laborant en la creació de clubs, associacions, revistes i competicions. Va estar al capdavant de l'organització del Dakar des de 1994 fins a 2005.